# Ubaldo Passalacqua
Ubaldo Passalacqua (Rapolano, 29 maggio 1918 – Milano, 29 dicembre 1988) è stato un calciatore e allenatore di calcio italiano, di ruolo difensore.

## Carriera
Da senese è cresciuto nel Siena, con i toscani ha disputato cinque campionati, ha poi giocato per il Padova in Serie B, poi è passato all'Inter dove ha esordito in Serie A il 4 ottobre 1942 nella partita Inter-Torino (1-0), è rimasto per cinque stagioni in maglia nerazzurra, poi è passato al Pavia nella stagione 1949-50, per chiudere la sua lunga carriera prima a Lecco e poi nel Laveno Mombello nella stagione 1951-52 in Promozione.

## Palmarès

### Giocatore

#### Competizioni nazionali
- Serie C: 1

Siena: 1937-1938